# Castellum Fractum
El Castellum Fractum (literalment 'castell en runes') és una fortalesa tardoromana situada a l'àrea de la Muntanya dels Sants Metges, al municipi de Sant Julià de Ramis (Gironès). El jaciment fou declarat Bé Cultural d'Interès Nacional l'any 2012.

## Història
El Castellum Fractum està localitzat en un enclavament estratègic des del qual s'observa una vista panoràmica, i per aquest motiu ha estat objecte d'ocupació al llarg de la història. La fortalesa fou construïda entre mitjans del segle IV i inicis del segle V dC a sobre d'un poblat ibèric que data del segle vi aC. Està especialment situada per al control de la Via Augusta, i segons els arqueòlegs que l'han excavada, servia de magatzem i dipòsit d'intendència militar.
En una primera fase, aquest edifici està format per una gran aula rectangular amb una línia de pilars centrals. En els laterals s'obren diverses habitacions que comuniquen directament amb aquest espai central. En època visigoda segueix en actiu i desenvolupant funcions similars, però és objecte d'algunes reformes, com per exemple la transformació de l'aula rectangular central en un pati, i la construcció d'un primer pis sobre les habitacions laterals.
Tot i que no se sap del cert l'època en què la fortalesa quedà en desús, es coneixen certs documents d'època de Carlemany (segle ix) on apareix amb el nom de castellum fractum, és a dir, "castell en runes", fent referència a l'estat de runa en què es trobava ja en aquells moments.
Actualment és un jaciment a l'aire lliure museïtzat i visitable, amb un itinerari que uneix el poblat ibèric, la fortalesa romana i l'ermita paleocristiana dels Sants Metges.